# Hetzles
Hetzles è un comune tedesco di 1 296 abitanti, situato nel land della Baviera.

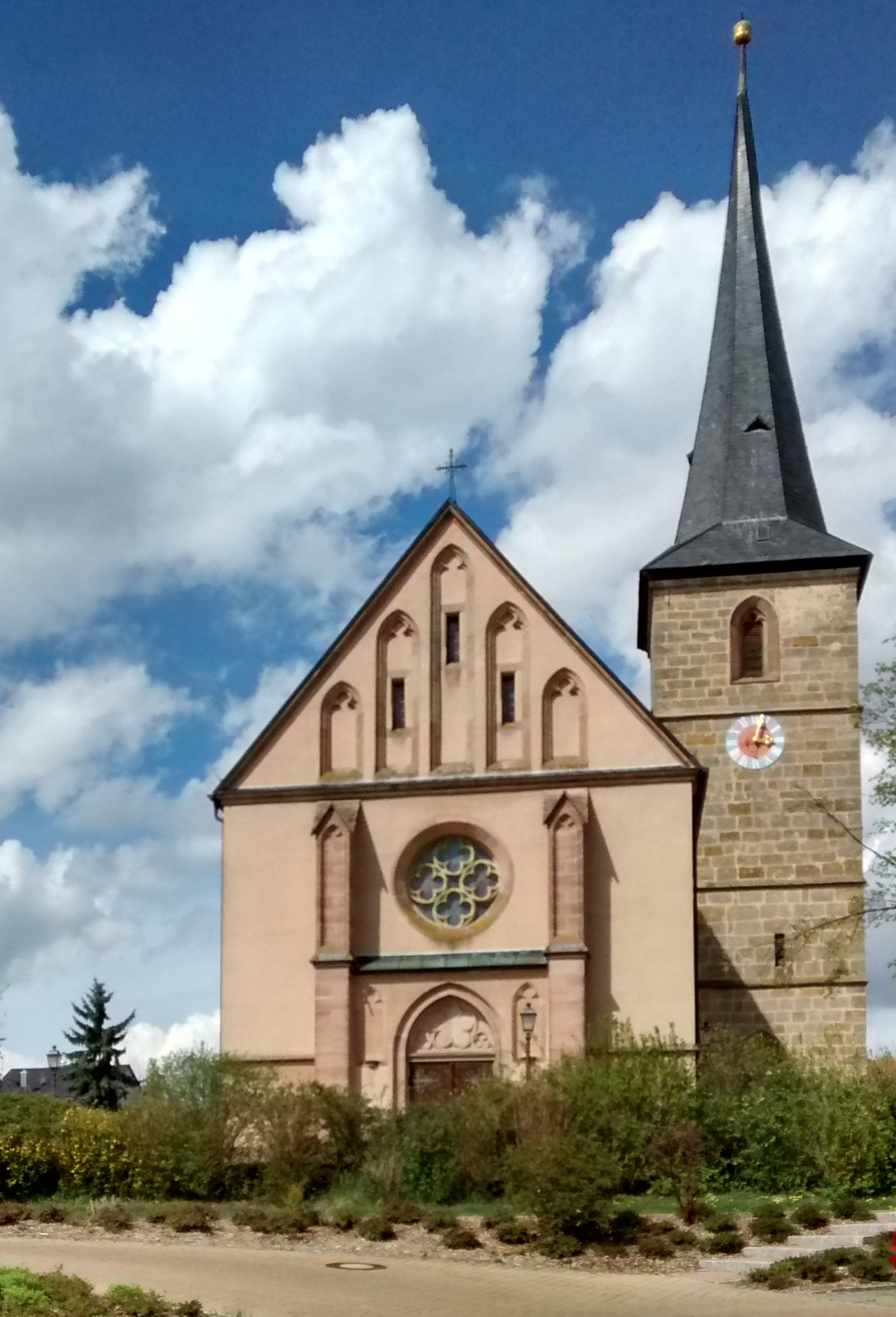
San Lorenzo Chiesa